# Husqvarna SM
Le Husqvarna SM sono motociclette da motard prodotte dalla Husqvarna e dalla stessa preparate per il supermotard competitivo e la circolazione stradale e commercializzate nelle cilindrate 50 (Gruppo CH Racing) , 125, 450, 510, 530 e 610, 701, alcune non più disponibili.
Lo stesso accade per le versioni 4 tempi, per un uso sia competitivo che stradale, che dal 1998 sono convertite in Husqvarna "SM R" e nella versione "SM RR" sono nella versione prontogara (senza impianto elettrico ausiliario).

## Descrizione
Le moto rispetto alla versione Husqvarna WRE da cui deriva ha, la ruota posteriore passa da 18 pollici a 17 e quella anteriore da 21 a 17, mentre l'impianto frenante viene maggiorato all'anteriore, così come la larghezza degli pneumatici.

## 50
Prodotta per il solo 2002, con un serbatoio da 11,2 litri e un peso di 92 kg, il motore è un Minarelli AM 6 con avviamento a pedale, munita di pneumatici da 100/80-17 all'anteriore e 130/70-17 al posteriore.
Viene reintrodotta nel 2010 come minibike.

## 125

### Due tempi
Prodotta dal 1997 fino al 2013
Monta un monocilindrico 124,93cc 2t a 7 travasi con valvola di scarico elettronica (e meccanica nei modelli post 2010) e alimentazione a carburatore. In questa fase di produzione possiamo riconoscere 3 distinti modelli: quelli prodotti fino al 2005, i modelli post 2006 e i modelli post 2010.
Nel 2006 si ha un restyling generale in cui cambiano il colore del telaio (da grigio scuro a grigio-argento), le plastiche, la strumentazione e le grafiche. Si passa anche dal vecchio carburatore PHBH 28 valvola cilindrica al nuovo VHST 28 valvola piatta e si ha l'introduzione del miscelatore elettronico (prima era meccanico e l'olio veniva introdotto da una pompa meccanica con mandata comandata dal cavo acceleratore) comandato dalla centralina che rileva lo stato di apertura del gas attraverso un sensore TPS situato sulla ghigliottina del carburatore. L'olio con entrambi i sistemi viene inviato al cilindro tramite il carburatore.
Nel 2010 viene sostituita la valvola di scarico elettronica con la valvola di scarico meccanica di derivazione dei modelli racing (WR e CR). Si ha un ulteriore restyling in questa fase che porta il colore del telaio da grigio a bianco e i cerchi da grigi a neri anodizzati. Dal 2011 in poi vengono sostituite le forcelle (si passa dalle Marzocchi da 41mm a delle Paioli da 41mm), il monoammortizzatore posteriore e le lame dei cerchi (vengono ridotte di misura). 
Il criterio con il quale le misure degli pneumatici siano omologate non è ancora ben chiaro: si sa, però, che il modello precedente al 2009, monta pneumatici anteriori da 110 o, in alternativa, 120; al posteriore, invece vengono montati solo pneumatici da 150, i modelli antecedenti al 2009, montano all'anteriore pneumatici 110/70 e 150/60, l'ultima serie di Husqvarna Sm, monta pneumatici al posteriore 140/70 e 110/70. Tutte le annate montano cerchi da 17". Nonostante questa "classificazione" permangono dei dubbi sull'omologazione degli pneumatici, in quanto ci sono casi di Sm del 2011 che montano all'anteriore 110/70 e al posteriore 150/60 quando, teoricamente, dovrebbero montare 140/70 al posteriore e 110/70 all'anteriore.

### Quattro tempi
Nel 2010 questa cilindrata è disponibile anche a quattro tempi, con una versione chiamata SMS4. Spinta da un motore Minarelli monocilindrico 4 tempi, di 124,45 cm³ raffreddato a liquido ed abbinato ad una trasmissione a sei rapporti ed è in grado di erogare 15 CV, come da norma di legge.

## 400
Prodotta dal 2002, fino al 2005, sostituita dalla 450.

## 450
In produzione dal 2003 fino al 2011 come sostituta della 400.
Nel 2008 c'è una riduzione delle dimensioni dei portanumeri laterali e l'eliminazione dei paramani,
Nel 2008 si passa dall'alimentazione a carburatore all'iniezione elettronica,
Nel 2008 cambia telaio passando da un tubolare a tubi rotondi a un tubolare a tubi quadrati

## 510
Modello stradale tratto dagli esemplari utilizzati nelle competizioni, il 510 SMR è prodotto a partire dal 2005, per essere sostituito dal 511 nel 2011.
La versione del 2006 introduce la nuova strumentazione, più ampia e leggibile, mentre l'impianto di scarico è aggiornato alla normativa Euro 3.
La versione del 2007 introduce il blocchetto chiavi di serie e vede sia la modifica della livrea (la colorazione di serbatoio, fianchetti e cerchioni passa dal grigio delle versioni 2005 e 2006 al nero) sia l'aggiunta di una copertura metallica al silenziatore di scarico. Il comando dell'illuminazione di bordo è automatizzato: non è più possibile scegliere manualmente se utilizzare le luci di posizione, gli anabbaglianti o se spegnere l'impianto (gli anabbaglianti restano ora sempre inseriti).
La versione del 2008 introduce il sistema di alimentazione ad iniezione elettronica, il quale sostituisce l'alimentazione a carburatore impiegata sulle versioni precedenti.
La versione del 2009 introduce un aggiornamento della livrea ed il doppio silenziatore di scarico in luogo del singolo a destra delle versioni precedenti. È inoltre modificato il telaio, da un'impostazione tubolare a tubi circolari ad una a tubi quadrati.
La cilindrata del propulsore è di 501 cm³, mentre i dati di potenza e coppia non sono dichiarati da Husqvarna Motorcycles. Nei circuiti di appassionati si parla di potenze comprese tra 50 e 60 CV, mentre il peso (anch'esso non dichiarato) è stimato a 109.3 kg a secco per la versione 2006.
Il motore del 510 SMR è, nella sostanza, identico a quello del 450 SMR, al quale è stata incrementata la corsa in modo da realizzare l'aumento di cilindrata.
L'avviamento è elettrico su tutte le versioni, mentre è possibile acquistare e montare la pedivella per l'avviamento manuale (tutti gli esemplari sono comunque equipaggiati con decompressore).
La manutenzione ordinaria e l'affidabilità del 510 SMR sono oggetto di discussione tra gli appassionati. Husqvarna raccomanda il cambio dell'olio e la pulizia (o sostituzione) dei filtri ogni 1000 km; il controllo del gioco valvole ed altri interventi di regolazione e controllo ogni 5000 km; la sostituzione di gran parte dei componenti principali del propulsore (pistone e biella, ad esempio) a 10000 km. La descritta tabella di manutenzione è pensata, secondo quanto indicato dalla casa madre, per un utilizzo della moto a potenza piena, specificamente su circuito. Nella realtà dell'utilizzo quotidiano, numerosi utenti segnalano il corretto funzionamento del veicolo anche con intervalli di manutenzione più lunghi.

## 511
In produzione dal 2011.
Rispetto alla 510 ha un motore più piccolo, dal valore di 477.5 cm³ e si ha l'intera moto ridisegnata, dal telaio allo scarico.

## 530
In produzione dal 2008 fino al 2009, con un motore da 532.5 cm³ ed avviamento elettrico.

## 570
In produzione dal 2000, fino al 2005, con motore da 576.28cm³ è la versione aggiornata del precedente modello 610, le differenze principali sono un serbatoio snellito ed una seduta più avanzata.
Il motore eroga una potenza di 40.48kW. La distribuzione è di tipo singolo albero a camme in testa a 4 valvole.
Il sistema di lubrificazione è di tipo lamellare "R.A.L." (Reed Activated Lubrication) con pompa dell'olio. L'accensione é a pedale posto sul lato sinistro della moto. 
Monta sospensioni Marzocchi a steli rovesciati da 45mm all'anteriore ed un monoammortizzatore Sachs al posteriore. L'impianto frenante è dotato di un disco anteriore flottante da 320mm all'anteriore bloccato da una pinza fissa Brembo. Al posteriore un disco fisso da 220mm con pinza flottante.

## 610
In produzione dal 1998 al 2007
Nel 2000 prodotta per un brevissimo periodo la versione SM 610r che altro non è che la 570r del 2001 con i fianchetti non ancora rinnovati, ma meccanica identica. Le colorazioni di questa produzione furono i classici nero e giallo, ma furono prodotti alcuni esemplari in versione limitata bianca e blu.
Nel 2004 cambia veste adoperando una nuova linea più spigolosa, con la sella più rettilinea, le tabelle portanumeri ridotte di oltre la metà e il parafango più rettilineo, collegato alla mascherina anteriore,
Nel 2004 cambia forcella passando da una tradizionale ad una a steli rovesciati, viene aggiornato il sistema di scarico ed introdotta la pompa dell'olio per il circuito di lubrificazione (nei modelli precedenti la lubrificazione avveniva a sbattimento);
Nel 2007 si passa dall'alimentazione a carburatore all'iniezione elettronica.

## 630
In produzione dal 2008.
Rispetto alla 610 è una moto più tranquilla adatta anche ai viaggi e che quindi rientra nella categoria Dual. La versione 630 è disponibile sia enduro che motard.